# جون هارينغتون
جون هارينغتون (بالإنجليزية: John Herrington)‏ (و. 1958 – م) هو رائد فضاء، وطيار بحري في الولايات المتحدة، ورائد بحار من الولايات المتحدة الأمريكية .

## ريادة الفضاء
شارك في المهمات الفضائية:
- STS-113.

## الخدمة العسكرية
خدم في بحرية الولايات المتحدة.